# Linas Mėgelaitis
Linas Mėgelaitis (Panevėžys, 9 settembre 1998) è un calciatore lituano, centrocampista del Rimini e della nazionale lituana.

## Caratteristiche tecniche
È un centrocampista difensivo, in grado di svolgere con efficacia entrambe le fasi di gioco.

## Carriera

### Club
Nel 2015 si trasferisce in Italia, accordandosi con la Pro Vercelli, che lo aggrega al proprio settore giovanile. A luglio viene ingaggiato dallo Švyturys Marijampolė, tornando in Lituania. Il 31 agosto 2016 viene ceduto in prestito al Latina, che lo aggrega alla formazione Primavera. Esordisce in Serie B il 18 maggio 2017 – all'ultima di campionato, con la squadra già retrocessa – in Avellino-Latina (2-1), subentrando al 68' al posto di Antonio Di Nardo.
L'11 luglio 2017 passa in prestito con diritto di riscatto al Lecce, in Serie C. A fine stagione la squadra vince il campionato, conquistando la promozione in Serie B. In estate viene riscattato dai salentini. Il 30 gennaio 2019 passa in prestito alla Sicula Leonzio, in Serie C. Il 2 settembre viene acquistato a titolo definitivo dai bianconeri.
L'8 gennaio 2020 firma un contratto di sei mesi con il Gubbio, in Serie C. Termina la stagione – conclusa a febbraio a causa dell'emergenza epidemiologica da COVID-19 – con 8 presenze. Il 14 luglio rinnova l'accordo con gli eugubini fino al 2021. Il 29 luglio 2021 firma un triennale con la Viterbese. Dal 1º luglio 2023, così come tutti i suoi compagni di squadra della Viterbese, rimane svincolato a causa della mancata iscrizione del club in una competizione. L'11 agosto passa al Rimini, firmando un contratto biennale.

### Nazionale
Ha giocato nelle nazionali giovanili lituane Under-17, Under-18, Under-19 ed Under-21.
Esordisce in nazionale maggiore l'11 novembre 2020 contro le Fær Øer in amichevole. Esce al 68', venendo sostituito da Edgaras Utkus. Mette a segno la sua prima rete in nazionale il 25 marzo 2022 nell'amichevole vinta 2-1 in casa del San Marino.

## Statistiche

### Presenze e reti nei club
Statistiche aggiornate al 14 maggio 2025.
| Stagione              | Squadra               | Campionato            | Campionato | Campionato | Coppe nazionali | Coppe nazionali | Coppe nazionali | Coppe continentali | Coppe continentali | Coppe continentali | Altre coppe | Altre coppe | Altre coppe | Totale | Totale | Totale |
| Stagione              | Squadra               | Comp                  | Pres       | Reti       | Comp            | Pres            | Reti            | Comp               | Pres               | Reti               | Comp        | Pres        | Reti        | Pres   | Reti   |        |
| --------------------- | --------------------- | --------------------- | ---------- | ---------- | --------------- | --------------- | --------------- | ------------------ | ------------------ | ------------------ | ----------- | ----------- | ----------- | ------ | ------ | ------ |
| 2016-2017             | Latina                | B                     | 1          | 0          | CI              | 0               | 0               | -                  | -                  | -                  | -           | -           | -           | 1      | 0      |        |
| 2017-2018             | Lecce                 | C                     | 6          | 0          | CI+CI-C         | 2+3             | 0+1             | -                  | -                  | -                  | SC          | 0           | 0           | 11     | 1      |        |
| 2018-gen. 2019        | Lecce                 | B                     | 0          | 0          | CI              | 0               | 0               | -                  | -                  | -                  | -           | -           | -           | 0      | 0      |        |
| Totale Lecce          | Totale Lecce          | Totale Lecce          | 6          | 0          |                 | 5               | 1               |                    | -                  | -                  |             | -           | -           | 11     | 1      |        |
| gen.-giu. 2019        | Sicula Leonzio        | C                     | 12         | 0          | CI-C            | -               | -               | -                  | -                  | -                  | -           | -           | -           | 12     | 0      |        |
| 2019-gen. 2020        | Sicula Leonzio        | C                     | 13         | 0          | CI-C            | 1               | 0               | -                  | -                  | -                  | -           | -           | -           | 14     | 0      |        |
| Totale Sicula Leonzio | Totale Sicula Leonzio | Totale Sicula Leonzio | 25         | 0          |                 | 1               | 0               |                    | -                  | -                  |             | -           | -           | 26     | 0      |        |
| gen.-giu. 2020        | Gubbio                | C                     | 8          | 0          | CI-C            | -               | -               | -                  | -                  | -                  | -           | -           | -           | 8      | 0      |        |
| 2020-2021             | Gubbio                | C                     | 29         | 0          | -               | -               | -               | -                  | -                  | -                  | -           | -           | -           | 29     | 0      |        |
| Totale Gubbio         | Totale Gubbio         | Totale Gubbio         | 37         | 0          |                 | -               | -               |                    | -                  | -                  |             | -           | -           | 37     | 0      |        |
| 2021-2022             | Viterbese             | C                     | 32+2       | 2          | CI-C            | 3               | 0               | -                  | -                  | -                  | -           | -           | -           | 37     | 2      |        |
| 2022-2023             | Viterbese             | C                     | 30         | 0          | CI-C            | 2               | 0               | -                  | -                  | -                  | -           | -           | -           | 32     | 0      |        |
| Totale Viterbese      | Totale Viterbese      | Totale Viterbese      | 62+2       | 2          |                 | 5               | 0               |                    | -                  | -                  |             | -           | -           | 69     | 2      |        |
| 2023-2024             | Rimini                | C                     | 34+2       | 0          | CI-C            | 5               | 0               | -                  | -                  | -                  | -           | -           | -           | 41     | 0      |        |
| 2024-2025             | Rimini                | C                     | 33+2       | 0          | CI-C            | 7               | 0               | -                  | -                  | -                  | -           | -           | -           | 42     | 0      |        |
| Totale Rimini         | Totale Rimini         | Totale Rimini         | 67+4       | 0          |                 | 12              | 0               |                    | -                  | -                  |             | -           | -           | 83     | 0      |        |
| Totale carriera       | Totale carriera       | Totale carriera       | 204        | 2          |                 | 23              | 1               |                    | -                  | -                  |             | 0           | 0           | 227    | 3      |        |

### Cronologia presenze e reti in nazionale
| Cronologia completa delle presenze e delle reti in nazionale ― Lituania | Cronologia completa delle presenze e delle reti in nazionale ― Lituania | Cronologia completa delle presenze e delle reti in nazionale ― Lituania | Cronologia completa delle presenze e delle reti in nazionale ― Lituania | Cronologia completa delle presenze e delle reti in nazionale ― Lituania | Cronologia completa delle presenze e delle reti in nazionale ― Lituania | Cronologia completa delle presenze e delle reti in nazionale ― Lituania | Cronologia completa delle presenze e delle reti in nazionale ― Lituania |
| Data                                                                    | Città                                                                   | In casa                                                                 | Risultato                                                               | Ospiti                                                                  | Competizione                                                            | Reti                                                                    | Note                                                                    |
| ----------------------------------------------------------------------- | ----------------------------------------------------------------------- | ----------------------------------------------------------------------- | ----------------------------------------------------------------------- | ----------------------------------------------------------------------- | ----------------------------------------------------------------------- | ----------------------------------------------------------------------- | ----------------------------------------------------------------------- |
| 11-11-2020                                                              | Vilnius                                                                 | Lituania                                                                | 2 – 1                                                                   | Fær Øer                                                                 | Amichevole                                                              | -                                                                       | 68’                                                                     |
| 4-6-2021                                                                | Riga                                                                    | Lettonia                                                                | 3 – 1                                                                   | Lituania                                                                | Coppa del Baltico 2020                                                  | -                                                                       | 56’                                                                     |
| 8-6-2021                                                                | Leganés                                                                 | Spagna                                                                  | 4 – 0                                                                   | Lituania                                                                | Amichevole                                                              | -                                                                       |                                                                         |
| 2-9-2021                                                                | Vilnius                                                                 | Lituania                                                                | 1 – 4                                                                   | Irlanda del Nord                                                        | Qual. Mondiali 2022                                                     | -                                                                       | 50’                                                                     |
| 5-9-2021                                                                | Sofia                                                                   | Bulgaria                                                                | 1 – 0                                                                   | Lituania                                                                | Qual. Mondiali 2022                                                     | -                                                                       | 87’                                                                     |
| 8-9-2021                                                                | Reggio Emilia                                                           | Italia                                                                  | 5 – 0                                                                   | Lituania                                                                | Qual. Mondiali 2022                                                     | -                                                                       | 46’                                                                     |
| 9-10-2021                                                               | Vilnius                                                                 | Lituania                                                                | 3 – 1                                                                   | Bulgaria                                                                | Qual. Mondiali 2022                                                     | -                                                                       | 67’                                                                     |
| 12-10-2021                                                              | Vilnius                                                                 | Lituania                                                                | 0 – 4                                                                   | Svizzera                                                                | Qual. Mondiali 2022                                                     | -                                                                       | 89’                                                                     |
| 12-11-2021                                                              | Belfast                                                                 | Irlanda del Nord                                                        | 1 – 0                                                                   | Lituania                                                                | Qual. Mondiali 2022                                                     | -                                                                       | 86’                                                                     |
| 15-11-2021                                                              | Vilnius                                                                 | Lituania                                                                | 1 – 1                                                                   | Kuwait                                                                  | Amichevole                                                              | -                                                                       | 46’ 69’                                                                 |
| 25-3-2022                                                               | Serravalle                                                              | San Marino                                                              | 1 – 2                                                                   | Lituania                                                                | Amichevole                                                              | 1                                                                       | 85’                                                                     |
| 4-6-2022                                                                | Vilnius                                                                 | Lituania                                                                | 0 – 2                                                                   | Lussemburgo                                                             | UEFA Nations League 2022-2023 - 1º turno                                | -                                                                       |                                                                         |
| 7-6-2022                                                                | Vilnius                                                                 | Lituania                                                                | 0 – 6                                                                   | Turchia                                                                 | UEFA Nations League 2022-2023 - 1º turno                                | -                                                                       | 46’                                                                     |
| 11-6-2022                                                               | Tórshavn                                                                | Fær Øer                                                                 | 2 – 1                                                                   | Lituania                                                                | UEFA Nations League 2022-2023 - 1º turno                                | -                                                                       | 60’ 82’                                                                 |
| 14-6-2022                                                               | Smirne                                                                  | Turchia                                                                 | 2 – 0                                                                   | Lituania                                                                | UEFA Nations League 2022-2023 - 1º turno                                | -                                                                       |                                                                         |
| 22-9-2022                                                               | Vilnius                                                                 | Lituania                                                                | 1 – 1                                                                   | Fær Øer                                                                 | UEFA Nations League 2022-2023 - 1º turno                                | -                                                                       | 46’                                                                     |
| Totale                                                                  |                                                                         | Presenze                                                                | 16                                                                      |                                                                         | Reti                                                                    | 1                                                                       |                                                                         |

## Palmarès

### Club

#### Competizioni nazionali
- Serie C: 1

Lecce: 2017-2018 (Girone C)
- Coppa Italia Serie C: 1

Rimini: 2024-2025